# Prilocaină
Prilocaina este un anestezic local din categoria amidelor, utilizată adesea în anestezia din stomatologie. Este utilizat sub formă de clorhidrat, în soluții injectabile.

## Utilizări medicale
- Anestezie locală în stomatologie[8][9]
- Anestezie spinală în intervenții chirurgicale de scurtă durată[10]

## Reacții adverse
Poate induce parestezii, amețeală, cefalee, vărsături.